# Francesco Boschi

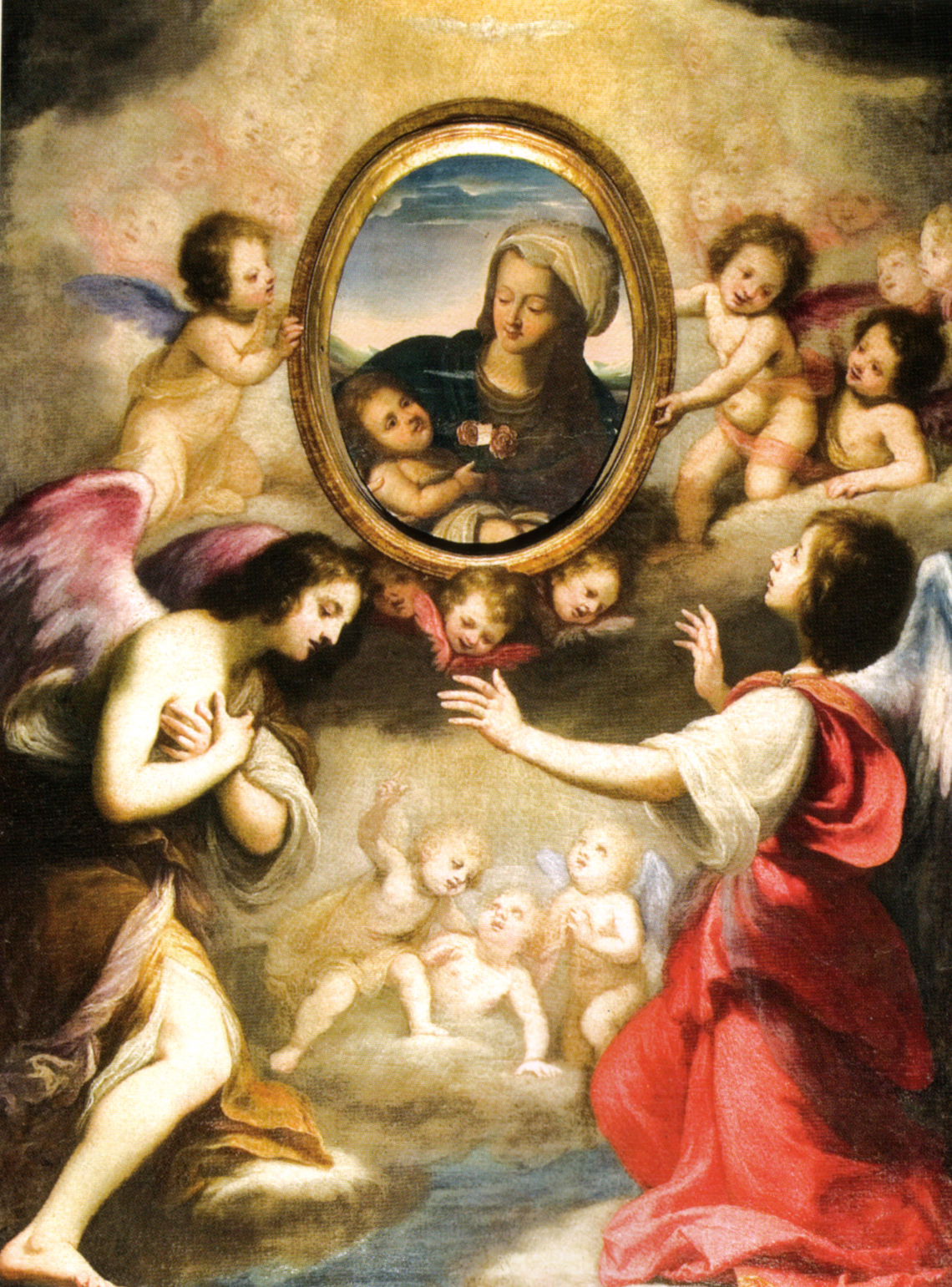
Adoración de los ángeles, en la iglesia de los santos Miguel y Cayetano.

Francesco Boschi (Florencia, 1619–1675) fue un pintor barroco italiano, activo principalmente en su ciudad natal.
Fue discípulo de su padre, Fabrizio Boschi y de su tío Matteo Rosselli. Tuvo fama como retratista. Entre otros, pintó el retrato de Galileo, actualmente en el Museo del Louvre.

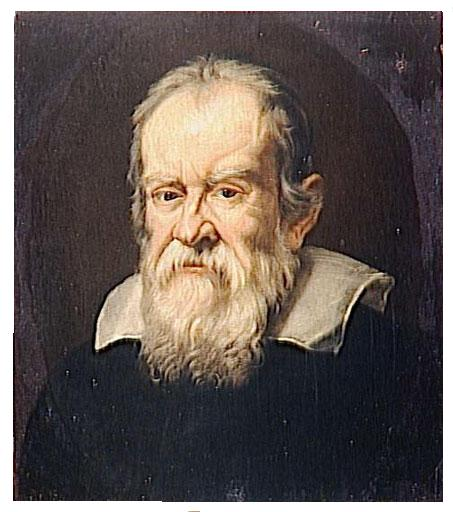
Retraro de Galileo, en el Louvre.